# Kabel binden

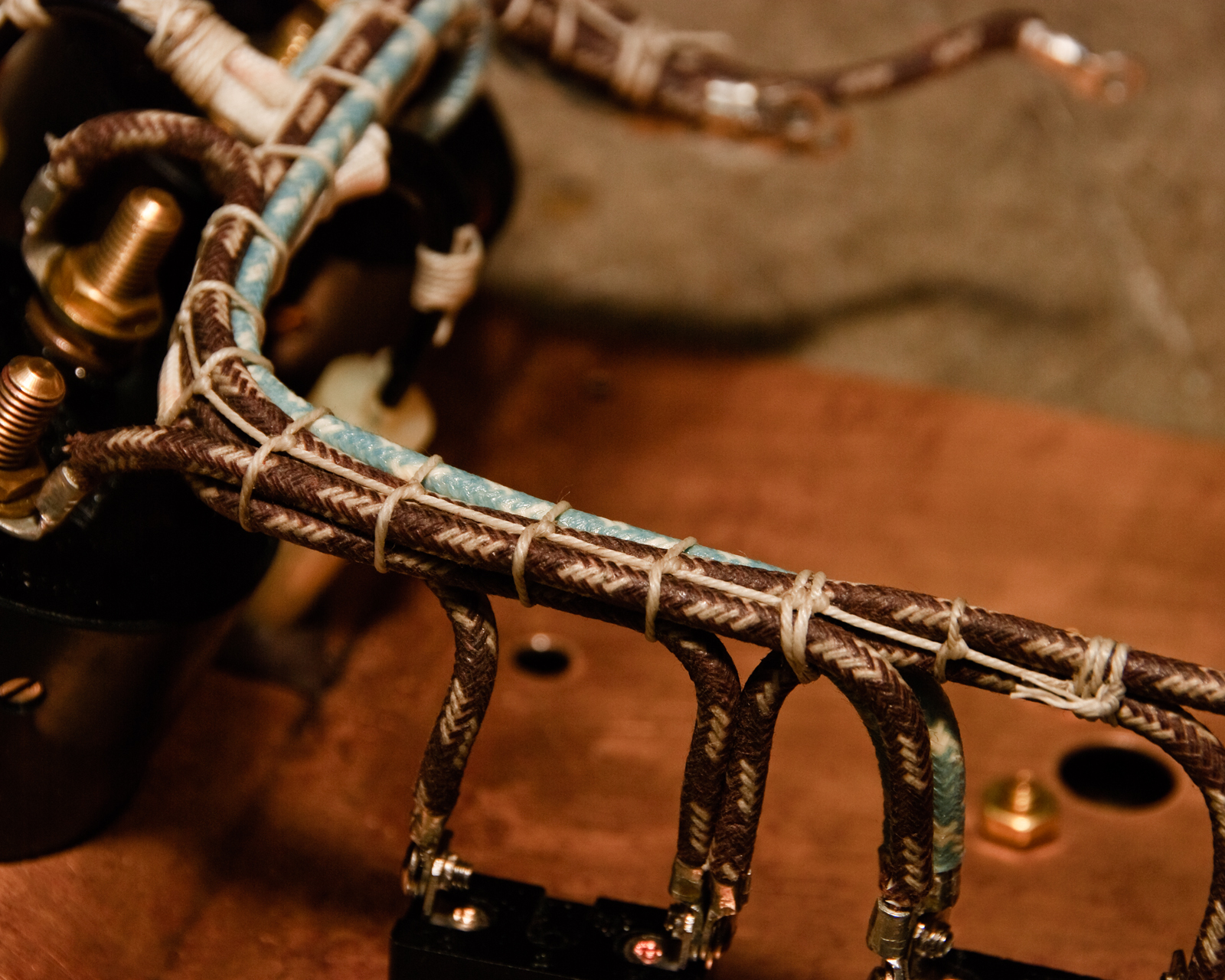
Mit gewachstem Garn gebundener Kabelbaum

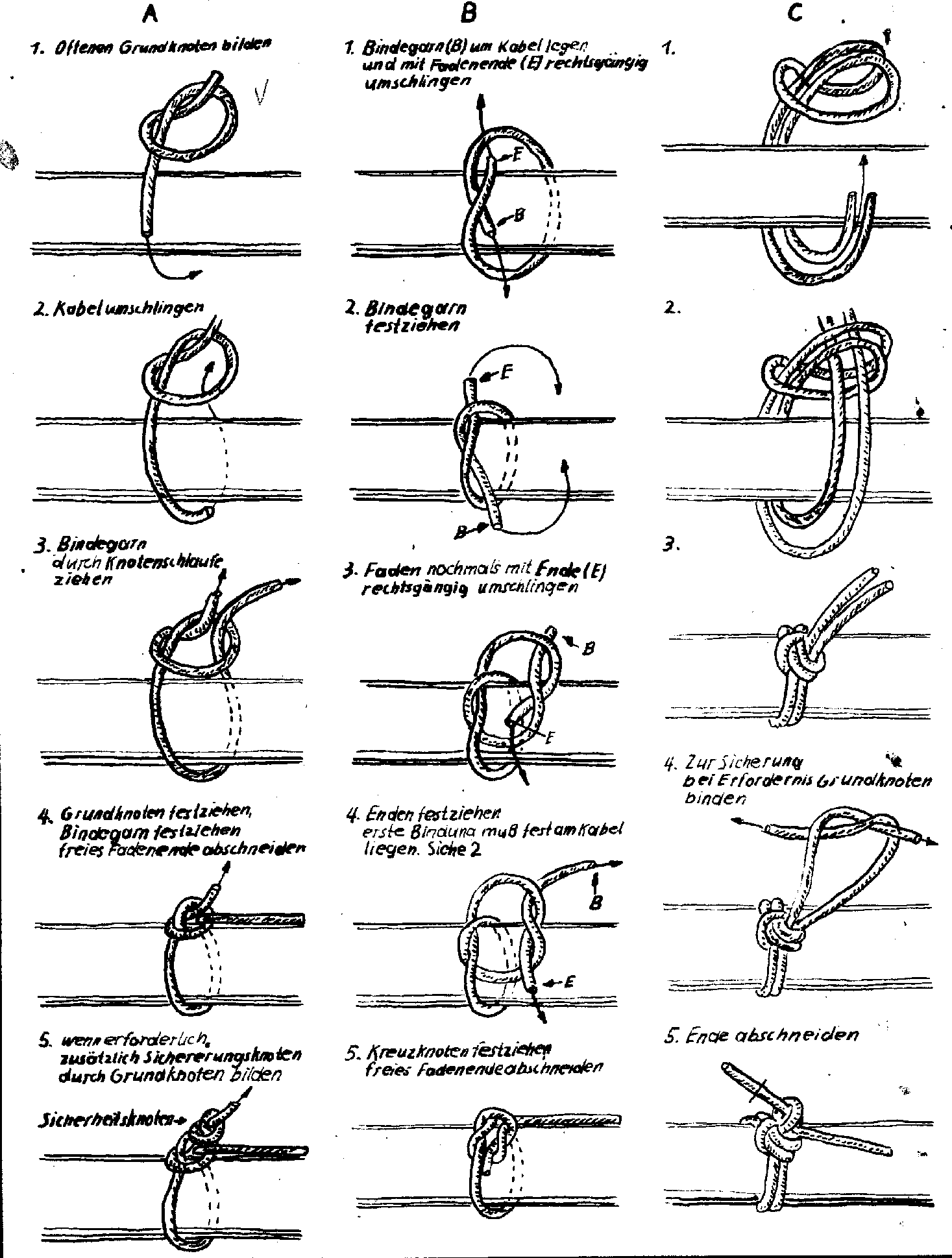
Anfangsknoten

Kabel binden (engl. cable lacing) ist eine alte Methode zum Fixieren von Elektroleitungen. Es wird auch von Kabelbindung gesprochen, nicht zu verwechseln mit dem bekannteren und moderneren Kabelbinder. Ziel ist es, einen Leiterstrang sicher und effizient zu vorgesehenen Anschlüssen zu führen. Die Technik war seit Beginn der Elektroinstallation weit verbreitet, bis sie um 1960 von neuen Verfahren fast verdrängt wurde.
Das Binden ist eine anspruchsvolle Handarbeit und erfordert viel Übung. Die Leitungen werden mit einem stabilen Garn umwickelt und in Position gehalten. Früher wurde auch gewachstes Leinen oder Draht benutzt. Durch eine komplexe Knotentechnik, vergleichbar mit Seemannsknoten, werden die Kabel an entscheidenden Punkten fixiert. Während der Installateur das Band fortlaufend um und durch den Leiterstrang fädelt, entsteht eine Reihe verknüpfter Schlingen, ähnlich den auf einer Nähmaschine erzeugten Doppelsteppstichen. Auf diese Weise können problemlos stabile und trotzdem filigrane Kabelbäume entstehen. Es ist nahezu ausgeschlossen, dass Leiter in dem strammen Korsett verrutschen.
Heutzutage werden statt Garn flache Bänder aus Nylon, Polyester oder Teflon eingesetzt. Diese sind beschichtet, wodurch die Verbindung noch stabiler wird. Das Binden von Leitungen spielt aber seit Jahrzehnten in kostenempfindlichen Bereichen nur noch eine untergeordnete oder gar keine Rolle. Einfache Montagetechniken wie Kanäle, Verlegerohre oder Kabelbinder bestimmen aktuell die Elektroinstallation. In Branchen mit hohen Sicherheitsstandards wie dem Bereich der Avionik und der Weltraumtechnik wird jedoch weiter auf das klassische Verfahren gesetzt. An bestimmten Stellen ist es sogar vorgeschrieben.

## Einsatzbereiche
Die Methode ist traditionell in der Luft- und Seefahrt stark vertreten, weil hier sehr haltbare Verbindungen gefragt sind. Früher wurde besonders im Fernmeldewesen mit gebundenen Leitungen gearbeitet. Heute gibt es nur wenige Einsatzbereiche, in denen sich der Mehraufwand lohnt. Eine starke Nachfrage erlebt das Verfahren jedoch in der Raumfahrt. Die NASA schult ihre Astronauten, damit diese die Technik auch im Notfall anwenden können.

## Vor- und Nachteile
Wenn einzelne Kabel eines Bündels eindeutig nachverfolgt werden müssen, z. B. um Störungen eines Geräts zu beheben, dann bietet die sorgfältige Bindetechnik einen Mehrwert. Durch die vielen Knoten und Schlaufen wird ein Verrutschen der Leitungen verhindert. Auch das Verrutschen einzelner Bindungen ist durch die Verknüpfung untereinander nicht möglich. Auch empfindliche Mantelisolierungen und nahe Bauteile werden durch die Schnüre nicht so stark beschädigt, wie das bei Kabelbindern geschieht. Das Binden ist eine langsame und komplizierte Verlegeart, deren fachgerechte Ausführung viel Training und Geschick verlangt.

## Beispiele

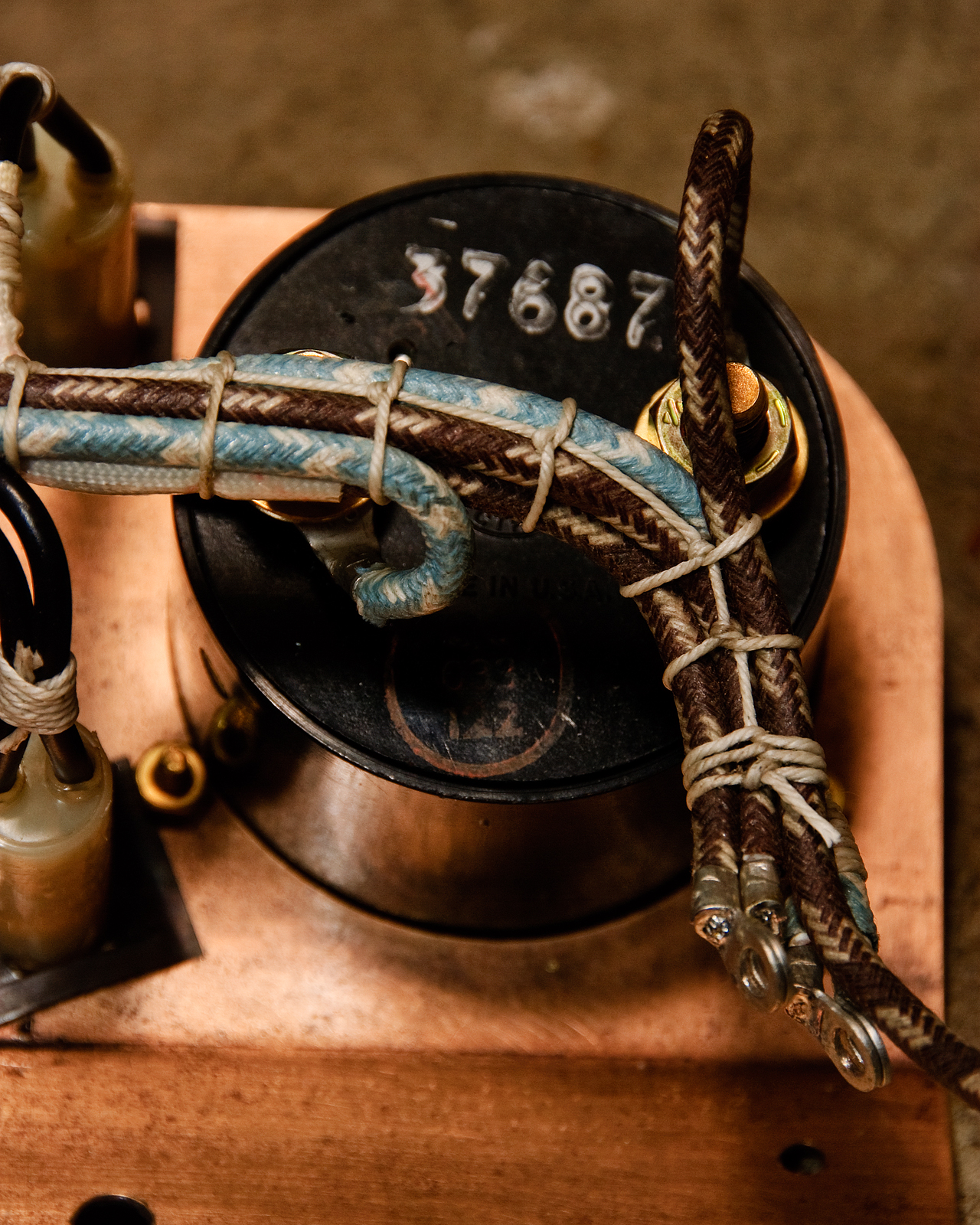
Traditionelle Wachsgarn-Bindung
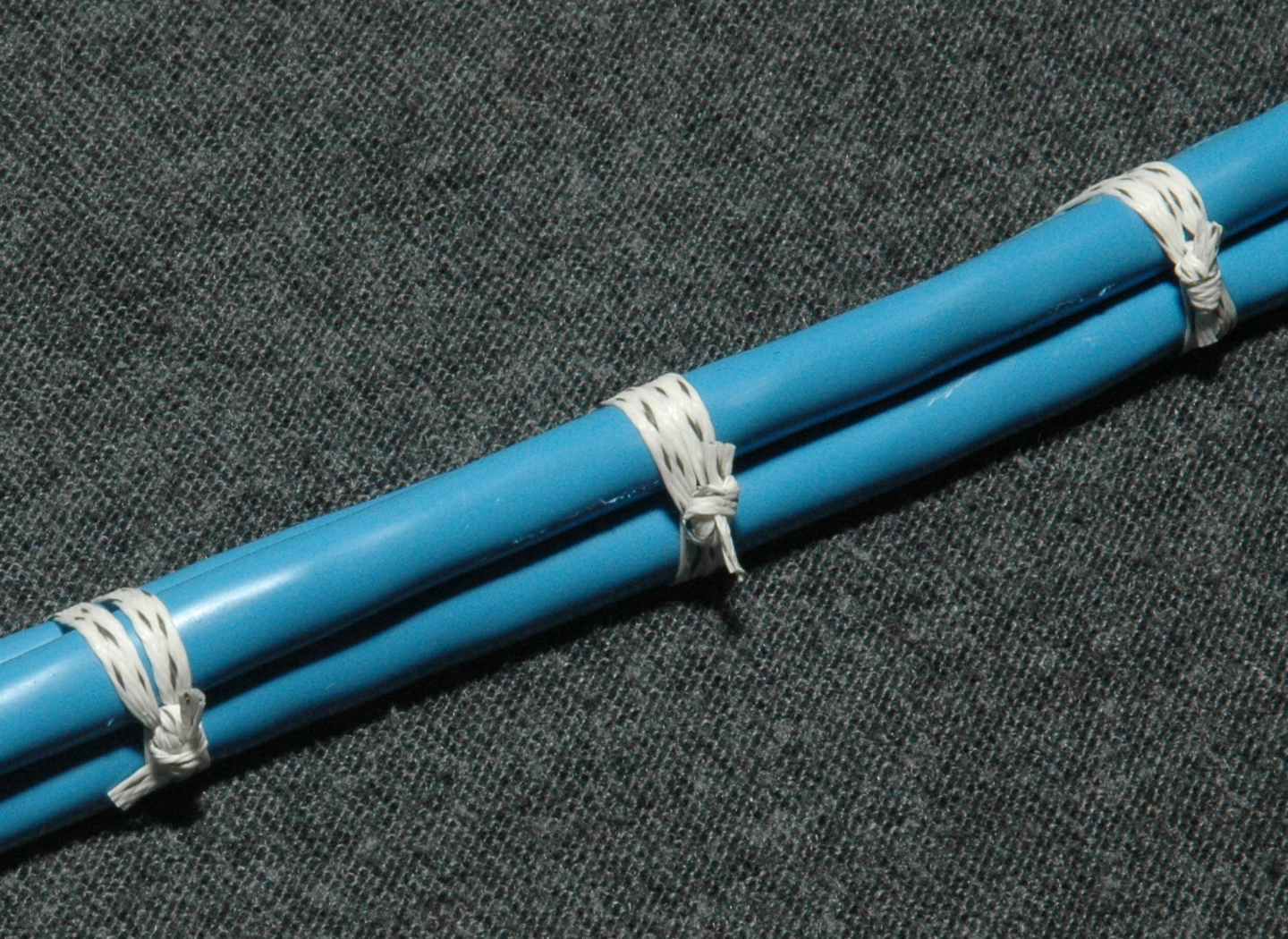
Webeleinenstek und Kreuzknoten bilden eine Nomex-Bindung
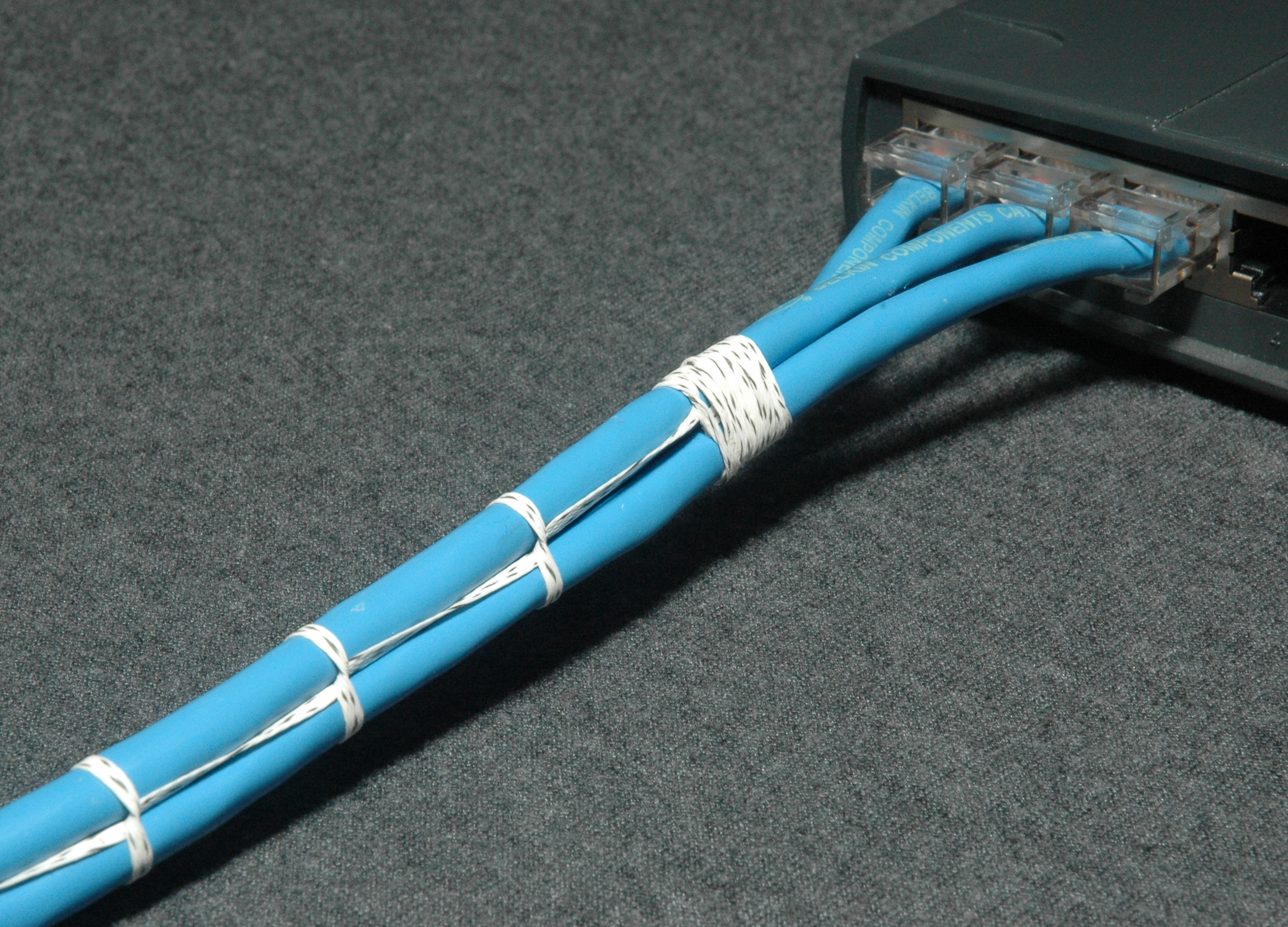
Marlschlag-Bindung
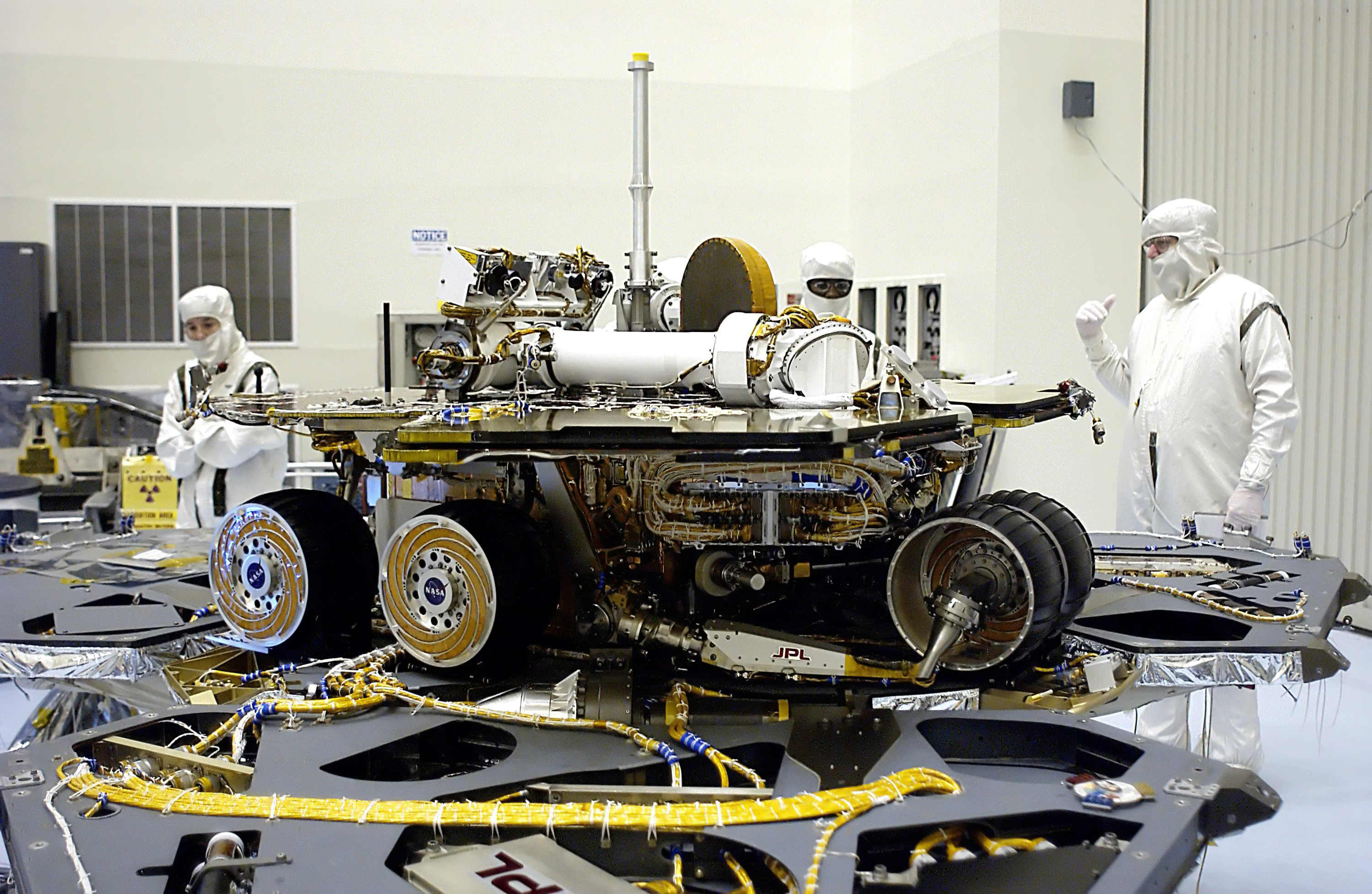
Mars Exploration Rover der NASA mit sauber gebundenen Kabelbäumen